# Marija Petrowna Lilina

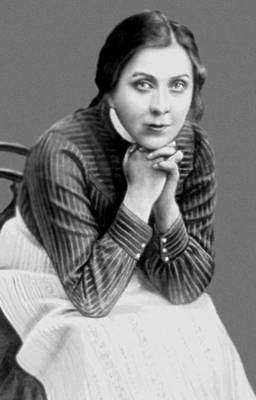
Lilina als Sonja in Onkel Wanja am Tschechow-Kunsttheater Moskau

Marija Petrowna Lilina, eigentlich Marija Petrowna Perewoschtschikowa (russisch Мария Петровна Лилина / Перевощикова; * 21. Junijul. / 3. Juli 1866greg. in Moskau; † 24. August 1943 ebenda), war eine russische Theaterschauspielerin.

## Leben
Lilina stammte aus einer verarmten adligen Moskauer Familie. Sie war mit dem Schauspieler und Regisseur Konstantin Sergejewitsch Stanislawski liiert, den sie 1889 heiratete. Nach ersten Auftritten auf Studenten- und Amateurbühnen begann sie ihre Karriere als Schauspielerin 1888 in Theaterproduktionen der von Stanislawski mitbegründeten Moskauer Gesellschaft für Kunst und Literatur (russisch Общество искусства и литературы). Dort debütierte sie als Claudine in George Dandin. Sie trat unter ihrem Künstlernamen Lilina auf. 1898 kam sie an das neugegründete Tschechow-Kunsttheater Moskau, wo sie in den folgenden Jahren zu den Hauptdarstellern gehörte. Sie spielte unter anderem Mascha in Die Möwe, Sonja in Onkel Wanja (1898, 1899), Natascha in Drei Schwestern und Anja, später Warja in Der Kirschgarten (1904 bzw. 1911) von Anton Tschechow. Weitere bedeutende Rollen, die Lilina verkörperte, waren beispielsweise die der Marija Timofejewna in Nikolai Stawrogin (nach Dostojewskis Roman Die Dämonen), Lisa in Gore ot uma (Alexander Sergejewitsch Gribojedow) und Elina in An des Reiches Pforten (Knut Hamsun). In Leo Tolstois Stück Der lebende Leichnam trat sie als Anna Dmitrijewna an der Seite ihres Mannes auf, der Fürst Abreskow darstellte. 1933 wurde ihr der Titel Volkskünstler der RSFSR verliehen.
1935 begann Lilina in Stanislawskis Studio die Fächer Oper und Drama nach den Methoden ihres Mannes zu unterrichten. Bis 1942 stand sie noch selbst auf der Bühne, im Jahr darauf verstarb sie in Moskau.